# Старое Абдулово
 Старое Абдулово  — село в Тукаевском районе Татарстана. Административный центр Староабдуловского сельского поселения.

## География
Находится в северо-восточной части Татарстана на расстоянии приблизительно 19 км на юго-восток от районного центра города Набережные Челны.

## История
Основано в XVIII веке. До 1860-х годов население учитывалось как тептяри, в начале XX века уже были две мечети и мектеб.
В «Списке населенных мест по сведениям 1870 года», изданном в 1877 году, населённый пункт упомянут как деревня Абдулова 2-го стана Мензелинского уезда Уфимской губернии. Располагалась при речках Бишиды-баше и Абдулке, по правую сторону коммерческого тракта из Бирска в Мамадыш, в 35 верстах от уездного города Мензелинска и в 35 верстах от становой квартиры в селе Александровское (Кармалы). В деревне, в 208 дворах жили 1146 человек (581 мужчина и 565 женщин, тептяри, башкиры), были 2 мечети. Жители занимались земледелием, скотоводством, плетением лаптей.
По сведениям переписи 1897 года, в деревне Абдулова Мензелинского уезда Уфимской губернии жили 1603 человека (833 мужчины и 770 женщин), все мусульмане.

## Население
Постоянных жителей было: в 1870—1146, в 1897—1603, в 1920—1934, в 1926—1366, в 1938—1232, в 1949—769, в 1958—641, в 1970—780, в 1979—597, в 1989—447, 494 в 2002 году (татары 99 %), 498 в 2010.